# وسام 7 نيسان
وسام 7 نيسان صدر بموجب القانون 57 بتاريخ 13 يونيو، 1971. يُمنح بمرسوم جمهوري.

## إلغاؤه
أُلغي هذا النظام بموجب المادة 33، أولاً، جـ، من قانون الأوسمة والأنواط رقم 95 لسنة 1982. 